# Zlatí úhoři
Zlatí úhoři jsou československé filmové drama režiséra Karla Kachyni z roku 1979 natočené Hlavní redakcí vysílání pro děti a mládež Československé televize ve filmovém studiu Barrandov. Jde o adaptaci autobiografických povídek Oty Pavla Jak jsem potkal ryby z roku 1974. V hlavních rolích Vladimír Menšík, Martin Mikuláš a Rudolf Hrušínský, hudbu složil Luboš Fišer. Film získal v roce 1979 cenu na festivalu Prix Italia v kategorii Drama.

## Obsazení
| Vladimír Menšík        | tatínek                     |
| Slávka Špánková-Hozová | maminka                     |
| Rudolf Hrušínský       | převozník Prošek            |
| Martin Mikuláš         | nejmladší syn zvaný Prdelka |
| Radoslav Brzobohatý    | hostinský zvaný Rozvědčík   |
| Eliška Balzerová       | Rozvědčíkova žena           |
| Tomáš Murdych          | syn, Prdelkův bráška        |
| Michal Vejrostek       | syn, Prdelkův bráška        |
| Zdeněk Martínek        | Franci Janouch              |
| Karel Augusta          | myslivec                    |
| Jiří Císler            | porybný                     |
| Bronislav Poloczek     | hostinský Oplt              |
| Václav Mareš           | komisař gestapa             |
| Luděk Munzar           | komentář (pouze hlas)       |

## Obsah
Malý chlapec Prdelka (Martin Mikuláš) prožívá své dětství u břehu Berounky spolu se svojí maminkou, tatínkem a dvěma bratry. Otec spolu s rodinným přítelem Proškem (Rudolf Hrušínský) učí všechny kluky rybařit, ctít rytmus této řeky, její zákony. Vypráví svým synům o zlatých úhořích, kteří jednoho dne připlují. To se děje na počátku II. světové války, která přeruší nejen cyklus klidných předválečných časů, ale posléze i pospolitost jejich rodiny. Nacisty okupované Československo coby Protektorát Čechy a Morava totiž zavedlo Norimberské zákony, a tak musí v půli války židovský otec a bratři coby míšenci druhého stupně odejít do Terezína. Stín války tak leží nejen na řece, ale i na rodině. Prdelka zůstává sám s matkou, pokouší se díky svým místním znalostem i znalostí řeky pomáhat všemi silami. Načerno rybaří, směňuje ryby za jiné potraviny, a tak pomáhá nejen mamince, ale také mohou něco poslat tatínkovi a bratrům do tábora na přilepšenou. V konci příběhu Prdelka nachytá zlaté úhoře, ale nezabije je. Vrací je do řeky, protože to jsou ti tatínkovi zlatí úhoři.

## Zajímavosti
- Soubor povídek s názvem Zlatí úhoři vyšel po smrti Oty Pavla v roce 1985 ve výboru Bohumila Svozila.[2]
- Natáčení probíhalo v Praze na Starém městě, na Berounce v Týřovicích, v Bechyni, u rybníka v Bzí. [3]
- Roli Prdelky měl nejprve hrát Tomáš Holý.[4]  Režisér Karel Kachyňa s ním točil film Setkání v červenci, který získal dvě ceny na MFF v Panamě, z toho jednu přímo pro Tomáše, za nejlepší herecký výkon. Proto chtěl Tomáše i pro tento film. Tomáš byl ale na léto 1978 zamluvený už pro dva filmy (Jak dostat tatínka do polepšovny a Na pytlácké stezce), a tak rodiče roli odřekli. Produkce narychlo našla náhradu, kterou byl Martin Benda, bratr dlouholetého poslance Marka Bendy.[5][6] Když byla natočena většina záběrů s ním, tak vyšlo najevo, že je to syn disidenta a signatáře Charty 77 Václava Bendy. To způsobilo nevoli tehdejších funkcionářů na Barrandově. Dali Kachyňovi najevo, že film půjde rovnou do trezoru. Karel Kachyňa se odhodlal k riskantnímu kroku: Všechny záběry s Prdelkou se přetočí. Produkce se opět dala do hledání a našla Martina Mikuláše, který později chodil s Tomášem na gymnázium, do stejného ročníku ale do paralelní třídy.